# Adelsrecht
Das Adelsrecht ist ein Rechtsgebiet, das die Zugehörigkeit zum Adel regelt. Es gehört zum öffentlichen Recht. Darüber hinaus wurden auch diejenigen Teile des Privatrechts, die vom Adel im Rahmen seiner Autonomie selbst gesetzt worden waren, als Adelsrecht bezeichnet. In Deutschland gibt es seit 1919 kein geltendes Adelsrecht mehr, wohl aber in anderen Ländern, insbesondere den europäischen Monarchien.

## Adelsrecht im Heiligen Römischen Reich (Mittelalter und Frühe Neuzeit)
Adel konnte im Mittelalter durch Geburt, Heirat (Konnubium), Nobilitierung, Erwerb der Ritterwürde und/oder Akzeptanz durch andere Adelige erworben werden und setzte in der Regel Grundbesitz voraus. Geistliche, die Herrschaft ausübten (vor allem Fürstbischöfe) sowie später Doktoren waren ebenfalls persönlich adelig, konnten diesen Stand aber nicht weitergeben. Die genauen Kriterien, wer warum im Mittelalter als adelig galt, lassen sich oft nicht erkennen.
Mangels erkennbarer rechtlicher Abgrenzung ist für das frühe Mittelalter umstritten, ob man von Adel als Stand sprechen kann. Als sicher gilt, dass im frühen Mittelalter die Abstammung von mütterlichen und väterlichen Vorfahren ähnlich wichtig war. Ab dem 12. und 13. Jahrhundert wurden sowohl Rechte des Adels als auch Unterschiede innerhalb des Adels (Hochadel, Niederadel, Ministerialität) zunehmend klarer erkennbar unterschieden. Im späteren Mittelalter und in der Frühen Neuzeit gehörten auch Doktoren, insbesondere promovierte Juristen, dem Adelsstand an. Im 14. Jahrhundert wurde die Nobilitierung in Form von Adelsbriefen zu einem förmlichen Rechtsakt. Ungefähr zur gleichen Zeit kommen eigene, von und für Herolde verfasste Traktate auf, die Adel stark über den Fürstendienst, aber auch Kriegsdienst, Abstammung und Tugend definieren. Für die Selbstdarstellung und die Weitergabe von Besitz und Titeln (allerdings nicht die Zugehörigkeit zum Adel) wurde um 1500 die väterliche Abstammung immer wichtiger. Im Hochadel wurde die Thronfolge teilweise in männlicher Linie und unter Ausschluss der Frauen geregelt; bekanntestes Beispiel sind die Kapetinger, die sich dafür ab dem 14. Jahrhundert auf das Salische Recht beriefen.
Der Nachweis der Zugehörigkeit zum Adel konnte im Spätmittelalter und in der Neuzeit durch Adelsproben (als Nachweis adeliger Abstammung) oder einen Adelsbrief (als Nachweis der Nobilitierung) erfolgen. Andere Adelskriterien wie die adelige Lebensführung (Kriegsdienst, Repräsentation, „Tugendadel“) waren nur informell geregelt, aber deshalb nicht weniger wichtig. Adelsproben wurden vor allem bei der Aufnahme in Domkapitel verlangt, teilweise auch von Turniergesellschaften, geistlichen Orden und einzelnen Klöstern; im 15. Jahrhundert musste dafür meist der adelige Stand aller vier Großeltern nachgewiesen werden. Im 16. Jahrhundert stieg die Zahl der nachzuweisenden adeligen Vorfahren deutlich an und konnte acht, 16 oder sogar 32 väterliche und mütterliche Vorfahren umfassen. In der Neuzeit wurden die Statuten der mittelalterlichen Turniergesellschaften als allgemeine Kriterien für die Zugehörigkeit zum Adel interpretiert; daraus ergab sich z. B. Kaufmannschaft als Ausschlusskriterium. Der Adelsstand städtischer Eliten (Patriziat) wurde daher teilweise bestritten. Die Ebenbürtigkeit des Nürnberger Patriziats wurde mit der Fiktion begründet, dieses sei aus dem Ritteradel entstanden und habe zumindest seit langem keine Kaufmannschaft mehr betrieben.
Das Adelsrecht wurde im 17. und 18. Jahrhundert zunehmend von gelehrten Juristen behandelt, die unter anderem die Widersprüche zwischen adeligem Gewohnheitsrecht und gemeinem Recht aufzulösen versuchten. Wichtige Kriterien für die Zugehörigkeit zum Adel waren adelige Lebensführung (auch der Vorfahren) und Akzeptanz durch andere Adelige. In der Praxis verlangten aber Domkapitel und ähnliche exklusiv adelige Einrichtungen vor allem den Nachweis von immer mehr adeligen Vorfahren, so dass sich ein eigener Stiftsadel herausbildete, für den die Genealogie besonders wichtig war. Der Adel der Doktoren wurde allerdings auch hier akzeptiert.

## Deutschland (18. Jahrhundert bis heute)

### Adelsrecht in Deutschland bis 1871
Ende des 18. Jahrhunderts wurde die Weitergabe des adeligen Standes partikularrechtlich kodifiziert. Das Preußische Allgemeine Landrecht legte fest, dass die Ehefrau und alle ehelichen Kinder eines niederadeligen Mann dessen Stand erhalten sollten, jedoch die adelig geborene Frau ihren eigenen Adel mit der Heirat verliert und damit nur adelig bleibt, wenn sie einen Adeligen heiratet. Ähnliche Regeln galten z. B. in Bayern und Österreich. Eine Definition, wer zum Adel gehörte, enthielten diese Kodifikationen nicht, sondern sie setzten voraus, dass es einen anerkannten Adel gab.
Nach der Säkularisation spielte der geistliche Adel keine Rolle mehr, auch der päpstliche Adel und der der Doktoren wurde weitgehend irrelevant; die Sonderstellung der Ritterschaften und des Patriziats wurde weitgehend aufgehoben. Das Adelsrecht des Reiches unterschied faktisch nur noch zwischen dem Hochadel, der nun aus den wenigen regierenden Häusern und dem neu geschaffenen Stand der Standesherren bestand, einerseits und dem niederen Adel andererseits.
Im Deutschen Bund hatten alle Fürsten das Recht der Nobilitierung und machten davon Gebrauch; vor allem persönliche (d. h. nicht erbliche) Erhebungen in den Adelsstand wurden häufig. Auch Niederadelige erhielten teilweise Titel wie „Herzog“, ohne aber deshalb dem Hochadel anzugehören. Die Privilegien des niederen Adels wurden im Laufe des 19. Jahrhunderts (vor allem um 1848) zunehmend abgebaut. In mehreren deutschen Staaten wurden Heroldsämter gegründet (z. B. Preußen 1855), die für Nobilitierungen und adelsrechtliche Fragen zuständig waren. Pläne einer Adelsmatrikel scheiterten allerdings überwiegend, nicht zuletzt am Widerstand des Adels.

### Rechtslage im Deutschen Reich 1871–1919
Nach Gründung des Kaiserreichs wurde der Adel symbolisch aufgewertet. Auch das Adelsrecht und das mit seiner Überwachung betraute Heroldsamt gewannen dadurch neue Bedeutung. Der hohe Adel (regierende Häuser und Standesherren einschließlich der Reichsgrafen) hatte eine anerkannte öffentlichrechtliche Sonderstellung, der niedere Adel hingegen selbst privatrechtlich kaum noch. Rechtsquellen waren das Gewohnheitsrecht und partikulare Kodifikationen, nur zu einem sehr geringen Teil positives Reichsrecht. Das Adelsrecht im Reich war entsprechend vielfältig, auch nach Einführung des BGB.
Die Zugehörigkeit zum Adel konnte vor allem durch Geburt, Ehe und Nobilitierung erlangt werden. Dem Hochadel gehörte an, wer in einer ebenbürtigen Ehe zweier Hochadeliger geboren wurde; durch Ehe, Legitimation, Adoption oder Nobilitierung war kein Aufstieg in den hohen Adel möglich. Für den niederen Adel galt, dass alle ehelichen Kinder eines männlichen Adeligen dessen Stand erhielten; der Stand der Mutter war rechtlich nicht relevant. Auch adoptierte Kinder und solche, die durch nachträgliche Heirat der Eltern legitimiert wurden, gehörten dadurch selbst dem Niederadel an. Nichtadelige Ehefrauen von Niederadeligen nahmen den Stand ihres Mannes an. Außerdem konnte der Landesherr Personen durch Nobilitierung in den Adelsstand erheben (allerdings nicht in den Hochadel). Die meisten Bestimmungen zum Verlust des Adels waren seit 1871 außer Kraft gesetzt.
Aus der Autonomie des Adels folgte, dass sich sowohl durch Gewohnheitsrecht als auch durch Hausgesetze eigenes Recht herausgebildet hatte, das auch Dritte binden konnte. Dieses Recht gehörte dem Privatrecht an, und zwar als Spezialrecht (Sonderprivatrecht) wie das Handelsrecht auch, das nur für Angehörige dieses Standes und nur für bestimmte Materien galt und dem gegenüber das gemeine Recht subsidiäre Geltung hatte. Im Kaiserreich galt dieses Recht fort, soweit es nicht aufgehoben war; in der Praxis war es fast nur der fürstliche Adel, für den solches Sonderrecht noch galt; es wurde auch als ‚Privatfürstenrecht‘ bezeichnet. Zu diesem Recht gehörte im Erbrecht vielerorts der Ausschluss von Töchtern vom Erbe. Im Ehe- und Güterrecht waren die morganatische Ehe sowie das Prinzip der Ebenbürtigkeit der Ehe ebenfalls Institute eines hochadeligen Sonderrechts; nur im Hochadel hatten morganatische bzw. nicht ebenbürtig geschlossene Ehen andere Rechtsfolgen als ebenbürtige Ehen zur rechten Hand. Auch das Familienfideikommiss war teilweise (so in Bayern) dem Adel vorbehalten.
Zuständig für Klärung von adelsrechtlichen Fragen war das Heroldsamt, wobei umstritten war, ob seine Entscheidungen für Gerichte bindend waren.

### Ende des Adelsrechts 1919 und Rezeption
Die letzte Nobilitierung im ehemaligen Deutschen Kaiserreich vollzog am 12. November 1918 Fürst Leopold IV. zur Lippe an Kurt (von) Kleefeld. Dies war eine seiner letzten Amtshandlungen vor der Abdankung am selben Tag.
Artikel 109 der Weimarer Verfassung vom 31. Juli 1919 bestimmte: „Öffentlich-rechtliche Vorrechte oder Nachteile der Geburt oder des Standes sind aufzuheben. Adelsbezeichnungen gelten nur als Teil des Namens und dürfen nicht mehr verliehen werden.“ Der erste Teil dieser Bestimmung wurde zwischen 1919 und 1922 in den einzelnen Ländern umgesetzt. Zugleich wurden die Hausgesetze mit den neuen Verfassungen staatsrechtlich wirkungslos. Seither gibt es in Deutschland kein geltendes Adelsrecht mehr.
Ab 1919 gewannen Vereinigungen wie die Deutsche Adelsgenossenschaft deutlich Zulauf. Nachdem das Adelsrecht aufgehoben und die Heroldsämter abgeschafft waren, definierten diese Vereinigungen eigene Kriterien der Zugehörigkeit zum Adel, deren Erfüllung Voraussetzung für die Aufnahme in entsprechende Vereine und Verbände war. Diese Kriterien wichen deutlich von dem bis 1919 geltenden Adelsrecht ab und sahen vor allem den Nachweis adeliger Abstammung in männlicher Linie vor. Als Ausschlusskriterium formulierte der Adelstag 1920 zudem die Abstammung von oder Heirat mit „Nichtariern“. Im Laufe der 1920er Jahre wurden diese Kriterien für adelige Herkunft weiter verschärft; nach 1933 wurden sie an den „großen Ariernachweis“ angepasst. Die Deutsche Adelsgenossenschaft bildete einen Adelsprüfungsausschuss bzw. (ab 1934) eine Abteilung für adelsrechtliche Fragen, die die Abstammung der Mitglieder überprüfte und mittelfristig eine Adelsmatrikel aufbauen sollte. Gleichzeitig legte die Buchungshauptstelle innerhalb der Deutschen Adelsgenossenschaft mit dem Eisernen Buch Deutschen Adels Deutscher Art eine Adelsmatrikel an, von der 1925 bis 1942 Auszüge in Form von vier Bänden mit Stammtafeln erschienen.
Nach 1945 wurde der Deutsche Adelsrechtsausschuß gegründet, der sich als Rechtsnachfolger dieser Abteilung für adelsrechtliche Fragen sieht und bis heute besteht. Auf Antrag bietet er die Überprüfung der Zugehörigkeit zum „historischen Adel“ an; als Kriterien verwendet er dabei das Adelsrecht der Zeit von 1871 bis 1919, nicht die Statuten der Deutschen Adelsgenossenschaft.
Die rechtlichen Nachwirkungen des historischen Adelsrechts in der Gegenwart sind sehr gering. Die Auflösung der Familienfideikommisse ist spätestens seit 2007 abgeschlossen. Bis 1919 errichtete Hausgesetze können bis heute gültige Verträge sein, wenn und soweit sie bestehende Gesetze nicht verletzen. Damit verbleibt als einzige auf das ehemalige Adelsrecht zurückgehende Besonderheit, dass im deutschen Namensrecht Familiennamen, die einen ehemaligen Adelstitel wie „Graf“ enthalten, bis heute dem Geschlecht des Trägers angepasst werden. Ansonsten gelten auch für „adelige“ Namen die gleichen Regeln wie für alle anderen Familiennamen. Auch Personen, welche nach dem historischen Recht gar nicht zum Adel gehören, können zu Trägern solcher Familiennamen werden, was unter den Nachkommen des Adels kontrovers diskutiert wird. Dazu zählen etwa Kinder adelig geborener Damen und nichtadeliger Männer, unehelich Geborene, aber auch Adoptierte. Verarmte Angehörige adeliger Familien begannen bereits kurz nach dem Ende Monarchie, Adoptionen und damit ihren Namen gegen Geld anzubieten, die Adoptierten selbst setzten diese Praxis fort, was teils zu sehr langen Adoptionsketten geführt hat. Unter den mit Nachkommen der betroffenen Familien nicht blutsverwandten Namensträgern finden sich auch Prominente wie Marcus Prinz von Anhalt und Karl-Heinz Fürst von Sayn-Wittgenstein.

## Schweiz
Der Schweizer Adel gehörte bis 1648 zum Adel des Heiligen Römischen Reichs und das Adelsrecht der Eidgenossenschaft war mit dem des Reichs weitgehend identisch. Der Anteil des Adels an der Gesamtbevölkerung war etwas niedriger als im übrigen Reich und schon im Spätmittelalter gab es kaum noch Hochadel im Gebiet der heutigen Schweiz, denn die Habsburger gingen nach Österreich, die Kyburger, Lenzburger, Thiersteiner, Rapperswiler, Toggenburger oder Werdenberger starben meist schon im 15. Jahrhundert aus; die Lehnsbindung vieler Adelsgeschlechter an die Zähringer und die Staufer endete mit deren Aussterben. Die Lehnsbindung an die Bischöfe nahm ebenfalls ab und endete oft mit der Reformation und der Loslösung der Hochstifte von ihren Landesherren. Die ehemaligen Ministerialen der Hochadelsgeschlechter und der Bischöfe ließen sich oft in den aufstrebenden Städten nieder. So bildete sich in den Städten, die teilweise Freie und Reichsstädte waren, ein eidgenössisches Patriziat heraus, das durch städtischen und ländlichen Grundbesitz, Teilhabe an der Herrschaft in den Räten, Konnubium und adelig-höfische Lebensweise (teilweise auch Burg- und Lehenbesitz und/oder Adelsbriefe) als Adel gelten kann und sich vor allem um 1500 sehr deutlich sozial abschloss. Das Verhältnis unterschiedlicher stadtadeliger Gruppen (Ministeriale, Ritter, Kaufleute) war in den einzelnen Städten unterschiedlich geregelt. In Zürich beispielsweise regelte die Brunsche Zunftverfassung (1366–1798), dass eine bestimmte Zahl an Adeligen am Stadtregiment beteiligt sein mussten und dass die Gesellschaft der Constaffel (Adel und Kaufleute) den ersten Rang unter allen im Stadtrat vertretenen Genossenschaften haben sollte. Im 16. Jahrhundert ging der Adel im Gebiet der heutigen Schweiz weitgehend im Patriziat auf. Standeserhöhungen durch den Kaiser fanden vor und nach 1648 statt, aber vergleichsweise selten.
Mit dem Ausscheiden der Schweiz aus dem Heiligen Römischen Reich 1648 begann das dort gehandhabte Adelsrecht von demjenigen im Alten Reich abzuweichen. Die Kompetenz, in adelsrechtlichen Fragen Recht zu sprechen, Nobilitierungen vorzunehmen und entsprechende Satzungen zu erlassen, lag nun nicht mehr beim römisch-deutschen Kaiser, sondern bei den Räten der jeweiligen Städte bzw. Kantone. Die Führung bestimmter Titel oder auch des „von“ als Teil des Familiennamens, des unterschiedlichen Ranges einzelner Gruppen und andere Vorrechte waren dementsprechend regional unterschiedlich geregelt. Im Kanton Wallis zum Beispiel wurden alle Vorrechte des Adels 1634 abgeschafft. In der Stadt und Republik Bern hingegen lag die Herrschaft bis zur französischen Besetzung im Jahr 1798 in der Hand des Berner Patriziats; Zugehörigkeit zu diesem und der Gebrauch unterschiedlicher Adelsprädikate wie „Wohledelvest“ und „Edelvest“ waren seit 1651 durch Satzungen und Ratsbeschlüsse geregelt. 1783 erließ der Grosse Rat ein Dekret, wonach allen regimentsfähigen geschlechteren von Bern erlaubt und freigestellt sei, das Adelsprädikat („von“) zu führen. Davon machten bis 1798 aber lediglich 16 der regierenden Geschlechter durchgehenden Gebrauch, darunter so bekannte wie die Frisching. In Freiburg im Üechtland trat ein ähnliches Gesetz ein Jahr vorher in Kraft.
Mit der Helvetischen Republik und endgültig mit der Schweizer Bundesverfassung 1848 wurden alle Vorrechte des Adels in der Eidgenossenschaft abgeschafft; es gibt seither auch kein Schweizer Adelsrecht mehr. Die Zugehörigkeit zu bzw. Abstammung von Familien, die dem historischen Adel angehört haben, hat keine Rechtsfolgen. Anders als in Deutschland sind ehemalige Adelstitel auch nicht zu Namensbestandteilen geworden und können daher nicht in Personenstandsdokumente aufgenommen werden. Das teilweise auf adelige Namen (teilweise aber auch auf andere toponyme Familiennamen) zurückgehende „von“ bzw. „de“ hingegen kann regulärer Teil eines offiziellen Familiennamens sein. Wie in Deutschland (aber anders als in Österreich) steht es allen Schweizern frei, die Adelstitel ihrer Vorfahren oder auch frei ausgedachte Titel im Alltag zu führen.

## Österreich

### Historische Entwicklung
Auch im heutigen Österreich war das historische Adelsrecht dem im Reich sehr ähnlich. Es bestand weitgehend nur aus Gewohnheitsrecht und wurde nie kodifiziert. Der Codex Theresianus traf wenige adelsrechtliche Regelungen und wenn, dann eher negative. Die Dezemberverfassung führte 1867 die rechtliche Gleichheit aller Bürger ein, der Adel selbst blieb aber bestehen. Die Unterschiede zwischen Bürgertum und Adel sowie innerhalb des Adels blieben sozial wichtig, der Kaiser nahm auch weiter Nobilitierungen vor.
Insbesondere im Kaisertum Österreich und in der Doppelmonarchie waren viele adelsrechtliche Fragen in unterschiedlichen Ländern unterschiedlich geregelt. Oberste Adelsbehörde war die Hofkanzlei und nach deren Auflösung 1848 das Innenministerium.

### Adelsränge (Frühneuzeit bis 1918)
Die Vielfalt der inneradeligen Rangordnungen und die sprachliche Vielfalt der Adelsprädikate führten zu einer ungewöhnlich großen Vielzahl von Adelsrängen, deren genaue Abstufungen nie endgültig geklärt wurden. Rechtlich relativ klar war die Differenzierung von geistlichem und weltlichem Adel und innerhalb des letzteren die Unterscheidung von hohem und niederem Adel: Der geistliche Adel (Prälatenstand) umfasste Bischöfe, Äbte der Klöster und Stifte sowie als einzigen Fall weiblichen Amtsadels die Oberin des Savoyischen Adelsstiftes; Fürsten, Freiherren und Grafen bildeten den (weltlichen) Hochadel, während die allermeisten Adeligen als Ritter oder Herren dem niederen oder einfachen Adel angehörten. Der weltliche Adel konnte durch eheliche Abstammung, Legitimation oder Adoption erworben werden; Letzteres bedurfte aber in jedem Einzelfall der staatlichen Zustimmung. Anders als in Preußen wurden auch Juden geadelt.
In der Frühen Neuzeit gab es auch in Österreich einen „Adel der Doktoren“, einen persönlichen Adel infolge der Erlangung bestimmter akademischer Grade. Im 18. Jahrhundert wurden die entsprechenden Privilegien der Universitäten Prag und Wien aufgehoben.
Eine österreichische Besonderheit war der systematisierte Adel, der die häufigste Form des Adelserwerbs darstellte: Offiziere der k.u.k. Armee hatten seit 1757 unter bestimmten, zunehmend weiter gefassten Bedingungen einen Rechtsanspruch auf eine taxfreie Nobilitierung. Außerdem hatten auch Zivilisten (bis 1884) einen solchen Rechtsanspruch, wenn ihnen bestimmte Orden verleihen wurden.
Eine weitere Besonderheit des österreichischen Adelsrechts im 19. Jahrhundert war, dass nicht nur unstandesgemäße Heiraten, sondern auch Verletzungen der Standespflichten, insbesondere auch strafrechtliche Verurteilungen, zum Verlust des Adels führen konnten und dies auch geschah.

### Ende des Adels
Nach dem Ende der Monarchie 1919 wurde mit dem Adelsaufhebungsgesetz der Adel in Österreich abgeschafft. Die Ausführungsbestimmungen verboten auch die Nutzung von Adelsprädikaten als Familiennamen und die Führung von Familienwappen. Da das Adelsaufhebungsgesetz Verfassungsrang hat, sind Änderungen nur schwer möglich, was im Falle der darin festgeschriebenen Sanktionen für einige juristische Komplikationen gesorgt hat.

## Übriges Kontinentaleuropa
In den heutigen Monarchien auf dem europäischen Kontinent (Belgien, Dänemark, Liechtenstein, Luxemburg, Monaco, Niederlande, Norwegen, Schweden, Spanien) gibt es bis heute ein Adelsrecht als Teil des öffentlichen Rechts, auch wenn die Vorrechte des Adels weitgehend abgeschafft sind. In einigen dieser Länder erfolgen weiterhin Nobilitierungen und die Führung von Adelsprädikaten und -titeln ist rechtlich geregelt. Bei der Einbürgerung von Ausländern in Monarchien werden ausländische Adelstitel in aller Regel anerkannt, soweit sie dem eigenen Adelsrecht entsprechen; das gilt auch für Personen aus Ländern ohne eigenes Adelsrecht, wie etwa Claus von Amsberg (in den Niederlanden „Jonkheer van Amsberg“) oder Lorenz Habsburg-Lothringen (in Belgien „Erzherzog von Österreich-Este“).

## Großbritannien
Hauptartikel: Britischer Adel
Im Vereinigten Königreich Großbritannien und Nordirland, einer konstitutionellen Erbmonarchie, wird der Adel gesetzlich anerkannt und regelmäßig neu verliehen.
Das britische Adelsrecht weicht vom kontinentalen teils stark ab. Zwischen den Teilstaaten Großbritanniens – England und Schottland, historisch auch Irland – gibt es teils gravierende Unterschiede. Der Adel in England, Wales und (Nord-)Irland wird von Garter Principal King of Arms, dem Chef des englischen Heroldsamtes, des College of Arms, überwacht. Der Adel in Schottland wird vom Lord Lyon King of Arms reguliert, welcher den Rang eines Ministers hat und dem Lyon Court vorsteht.
Hauptmerkmale des britischen Adelsrechtes sind:
- Die meisten Titel und Würden sind substantiv, d. h. gehören stets nur einer Person und gehen, sofern erblich, erst mit dem Tod auf den Erben über.
- Es gibt eine scharfe Trennung zwischen der Peerage (den Inhabern der Titel vom Baron aufwärts) und der Gentry, die alle anderen Adeligen umfasst.
- Der niedere, untitulierte Adel ist relativ durchlässig und kann nach wie vor auch ohne unmittelbaren Gnadenakt des Monarchen erworben werden.

### Peerage
Die obere Klasse des britischen Adels besteht aus den Peers (Pairs), den unmittelbaren Inhabern der Titel Duke (Herzog), Marquis (Markgraf), Earl (Graf), Viscount (Burggraf) und Baron (in Schottland Lord of Parliament). Meist werden auch ihre Ehefrauen dazugezählt. Innerhalb des britischen Adelssystems bilden die Peers den höheren Adel, auch wenn sie nach kontinentalen Regeln, sofern sie nicht im ehelichen Mannesstamm vom Königshaus abstammen, zum niederen Adel gehören würden. Die Ehefrauen männlicher Peers sowie weibliche Peers tragen die geschlechtsangepassten Formen Duchess, Marchioness, Countess, Viscountess bzw. Baroness.
Neben den Hereditary Peers (erblichen Peers) gibt es seit 1958 auch Life Peers (Peers auf Lebenszeit) als Form des persönlichen Adels. Sie führen lebenslang den Titel Baron bzw. Lord of Parliament, der nicht vererbt wird. Alle Life Peers sowie 91 aus den Reihen der Hereditary Peers gewählte Mitglieder haben Sitz- und Stimmrecht im Oberhaus des britischen Parlaments, dem House of Lords. Sie dürfen nicht im House of Commons sitzen, es sei denn, sie haben zuvor auf ihren Titel verzichtet. Bis zum House of Lords Act 1999 hatten alle Peers, auch alle erblichen, einen Sitz im House of Lords.
Die Verleihung von Peerages erfolgt durch den Monarchen auf Vorschlag des Premierministers. Seit 1965 werden, außer an Mitglieder der königlichen Familie, fast ausschließlich Life Peerages verliehen. Söhne des Königs und des Prince of Wales erhalten traditionell anlässlich ihrer Heirat einen Herzogstitel (Royal Dukedom).
Die Remainder (Vererbungsbestimmungen) der erblichen Peerstitel unterscheiden sich teils voneinander. Während bei älteren, insbesondere schottischen, Titeln beim Fehlen männlicher Erben eine Vererbung auch an und durch Frauen möglich ist, können neuere Titel meist ausschließlich im ehelichen Mannesstamme nach dem Grundsatz der linearen agnatischen Primogenitur (heirs male of the body) vererbt werden und erlöschen, wenn der Mannesstamm ausstirbt.
Eine weibliche Titelträgerin wird als Peeress in her own right (aus eigenem Recht) bezeichnet, um sie von Ehefrauen von Titelträgern zu unterscheiden.
Die meisten Peers ab dem Rang eines Earl (Grafen) besitzen gleichzeitig mehrere Titel. Der heir apparent eines solchen Titelträgers, also der älteste, erbberechtigte Sohn und Anwärter auf den Titel, darf dabei den zweithöchsten Titel seines Vaters als courtesy title (Höflichkeitstitel) führen, dessen ältester Sohn wiederum, sofern vorhanden, den dritthöchsten und so weiter. Höflichkeitstitel begründen keine Zugehörigkeit zur Peerage und berechtigen nicht zu einem Sitz im House of Lords. Bis 1999 konnte ein königlicher Writ of Acceleration dem Träger eines courtesy title vorzeitig einen Sitz im House of Lords verleihen.
Jüngere Söhne und Töchter von Dukes und Marquesses tragen den Titel Lord bzw. Lady, die Kinder der jüngeren Söhne von Dukes und Marquesses sowie jüngere Söhne und Töchter von Earls und Söhne und Töchter von Viscounts und Barons bzw. Lords of Parliament tragen den Namenszusatz The Honourable (Hon.). Alle anderen Nachkommen im Mannesstamme von Peers gehören zum Stand der Gentlemen und damit zum untitulierten Adel, sofern sie keine eigenen Titel besitzen.

### Gentry
Die untere Klasse des britischen Adels besteht aus den erblichen Baronets, den Inhabern der Ritterwürde (Knights) sowie den untitulierten Esquires („Edlen von“) und den Gentlemen (einfachen Edelleuten).
Baronets und Knights tragen den Namenszusatz Sir bzw. Dame (bei weiblichen Baronets und Rittern), ihre Ehefrauen tragen den Titel Lady.
Der Baronetstitel, der seit 1965 nur in einem Fall verliehen wurde, ist wie eine Peerage erblich, wobei er keinen Sitz im Oberhaus vermittelt. Er entspricht einem erblichen Rittertitel. Die Remainder unterscheiden sich auch je nach Alter und Herkunft des Titels voneinander, wobei auch hier für neuere Titel meist der Grundsatz der linearen agnatischen Primogenitur (heirs male of the body) gilt. Weibliche Inhaber eines Baronetstitels heißen Baronetess.
Die ältesten Söhne von Baronets, sowie die ältesten Söhne und Nachkommen nach dem Recht der linearen agnatischen Primogenitur von Knights sind Esquires („Edle von“ bzw. Schildknappen). Manche Ämter sowie Militärdienstgrade ab dem Captain (Hauptmann) sind mit der Esquire-Würde auf Lebenszeit verbunden und vermitteln damit einen Amtsadel. Der Begriff „Esquire“ entspricht dem französischen „Ecuyer“ und dem niederländischen „Jonkheer“.
Der niedrigste Adelsgrad ist der eines Gentleman (Edelmannes). Er entspricht dem kontinentalen untitulierten Adel, in Deutschland und Österreich etwa einem einfachen „von“. Die Gentlemanswürde steht allen Nachkommen im ehelichen Mannesstamme von Peers, Baronets, Knights und Esquires zu und kann auch als persönliche Würde mit bestimmten Ämtern verbunden werden.
Jeder, dem von Garter Principal oder Lord Lyon King of Arms ein Wappen verliehen wird, erhält die erbliche Gentlemanswürde. Damit ist jeder, der durch Verleihung oder Abstammung im ehelichen Mannesstamme von einer Person, der ein Wappen verliehen wurde, offiziell zum Tragen eines Wappens bzw. in Schottland zur Matriculation eines abgewandelten Wappens berechtigt ist, ebenfalls adelig und Gentleman – laut Ansicht mancher Adelsrechtler gilt das Wappen als „kleinster gemeinsamer Nenner“ des britischen Adels und auch Peers, Baronets und Knights können den Adel an ihre Nachkommen nur unbeschränkt vermitteln, wenn ihnen ein Wappen verliehen wird. Dies ist insbesondere die Ansicht der Cilane sowie des Malteserordens. Bei der Ahnenprobe gilt die Wappenberechtigung als Nachweis des Adels.
Ein Gentleman, dem ein Wappen neu verliehen wurde, gilt als ranggleich mit einem (wappenführenden) jüngeren Sohn eines jüngeren Sohnes eines jüngeren Sohnes eines Dukes.
Ein Wappen wird in der Regel nur an Titelträger sowie an Inhaber akademischer Abschlüsse und Offiziere verliehen und kostet mehrere Tausend Britische Pfund.
Damit zählt Großbritannien zu einem der wenigen Länder, in denen der historische Adel keinen geschlossenen Kreis bildet, sondern durch Nobilitierungen regelmäßig erweitert wird, und weist die Besonderheit auf, dass nicht ausschließlich der Monarch selbst adelt und auch ohne Nobilitierung ein Hineinwachsen in den Adel, wie es auf dem Kontinent seit dem Ende des Mittelalters nicht mehr erfolgt, weiterhin möglich ist.
Niederer Adel und gehobenes Bürgertum sind auch insofern nicht scharf voneinander abgegrenzt, als alle männlichen Angehörigen höherer Gesellschaftsschichten nur aufgrund ihres sozialen Status als Gentlemen betrachtet werden; traditionell gilt jeder als Gentleman, der keiner abhängigen oder körperlichen Arbeit zur Aufrechterhaltung eines gehobenen Lebensstils nachgehen muss, was etwa Privatiers, Unternehmer, Großgrundbesitzer, Akademiker und Offiziere einschließt.

#### Unterschiede zwischen England und Schottland
Das schottische Adelsrecht ist großzügiger als das englische.
In Schottland lebt das keltische Stammessystem in den Clans, in der Regel agnatisch geprägten Verbänden einer oder mehrerer Familien fort. Den erblichen Häuptlingen (Chiefs) der Clans, der einzelnen Familienstämme (Chieftains) und ihren Nachkommen im ehelichen Mannesstamm kommt der Adel zu. Bei der Vererbung der Chiefs-Würde gibt es traditionell mehr Flexibilität und die Regeln sind teils von Clan zu Clan verschieden, lassen meist aber einen großen Einfluss des Chiefs selbst zu.
In Abweichung vom englischen Recht lässt das schottische Recht die Vererbung des Wappens und damit des Adels an Töchter, sofern sie mit dem Tode des Vaters keine lebenden Brüder bzw. Brüdernachkommen haben, zu. Diese Erbtöchter (heraldic heiresses) teilen den Adel ihren Kindern und auch ihren Ehemännern mit. Auch uneheliche Kinder männlicher Adeliger gelten in Schottland als adelig, sofern sie eine Matriculation des väterlichen Wappens mit Bastardzeichen erreichen. Nach schottischem Adelsrecht können Kinder, sofern sie den mütterlichen Namen annehmen, auch Mitglied im mütterlichen Familienverband bzw. Clan werden.
Ein Beispiel für eine schottische Adelige, welche nicht nur einen Titel in her own right besitzt und auf dieser Grundlage Mitglied des Oberhauses war, sondern auch Chief eines Clans ist, ist Margaret, die 31. Gräfin von Mar, zugleich Oberhaupt des Clans Mar.
In England hingegen bedarf die Übertragung des Adels und Wappens an einen Nichtadeligen oder einen familienfremden Adeligen eines königlichen Gnadenaktes, welcher jedoch in der Regel auf Antrag gewährt wird, wenngleich solche Anträge in den letzten Jahrzehnten selten geworden sind und meist auf Testamenten beruhen, die von einem nicht zum Mannesstamm gehörenden Erben die Annahme des Namens und Wappens verlangen.